# Hexanchus
Genre
Hexanchus est un genre de requins, les hexanches, contenant les espèces :
- Hexanchus griseus Bonnaterre, 1788
- Hexanchus nakamurai Teng, 1962